# ألبرت كوبر
ألبرت كوبر (بالإنجليزية: Albert Cooper) (23 فبراير 1904 - 1 يناير 1993) هو لاعب كرة قدم أمريكي في مركز حراسة المرمى، شارك في الألعاب الأولمبية الصيفية 1928.

## وصلات خارجية
- ألبرت كوبر على موقع قاعدة بيانات كرة القدم.إي يو (الإنجليزية)
- ألبرت كوبر على موقع أوليمبيديا (الإنجليزية)